# Darzynka
Darzynka – struga, lewobrzeżny dopływ Cybiny o długości 1,52 km i powierzchni zlewni 2,35 km². 

## Przebieg

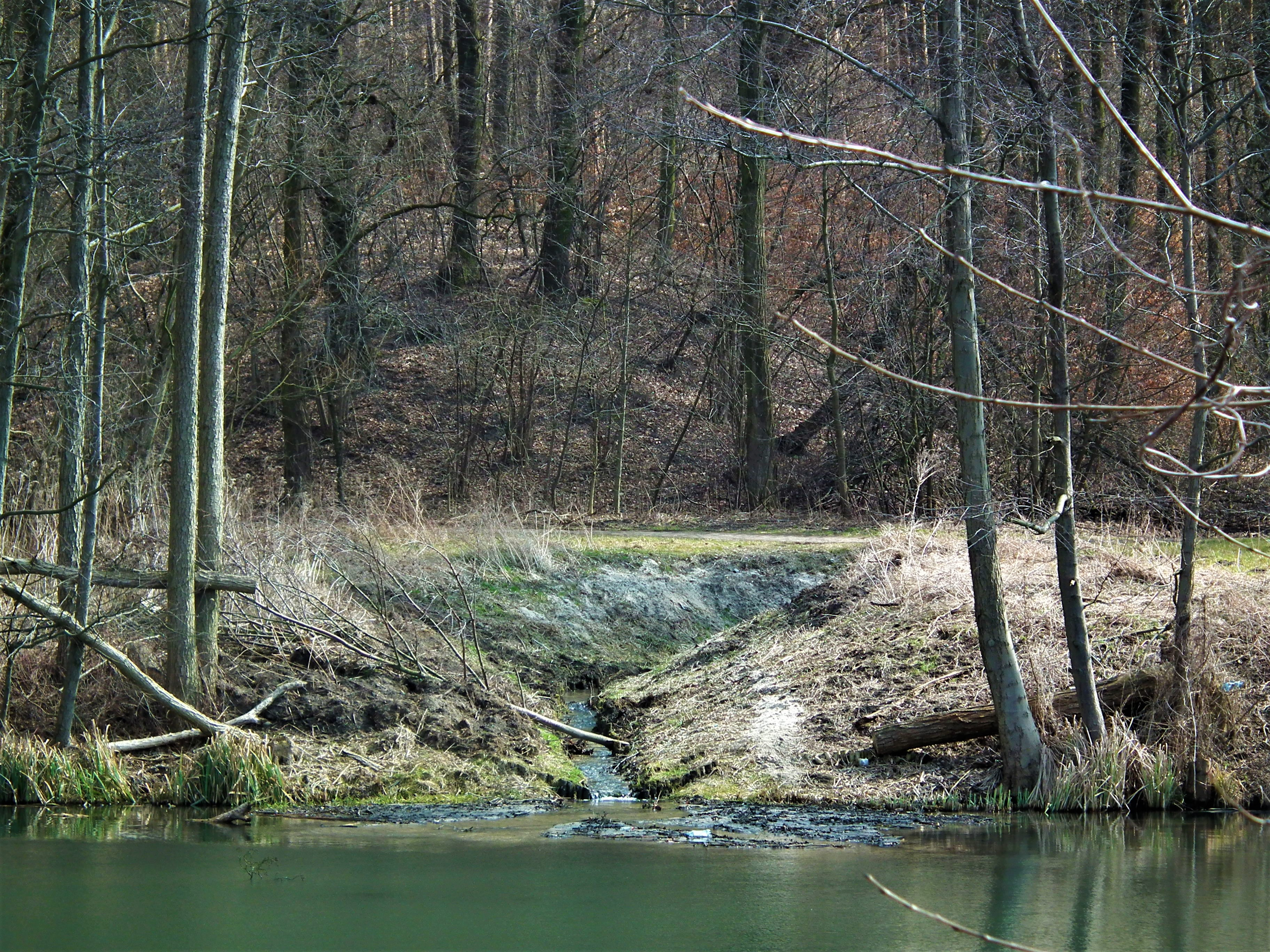
Ujście do Stawu Browarnego

Całość cieku znajduje się w obszarze administracyjnym Poznania, na terenie Kobylegopola. Jest rowem odprowadzającym wody opadowe z terenu Kobylegopola i Darzyboru. Do Cybiny wpada na wysokości jej 6,25 km. Źródło znajduje się w rejonie ulicy Kobylepole, pomiędzy torowiskami stacji kolejowej Poznań Franowo. Ciek opływa potem Kobylepole od wschodu i uchodzi do Cybiny.

## Hydrotechnika
W planach jest budowa niedużego zbiornika zaporowego przechwytującego zanieczyszczenia ze strugi w postaci zawiesiny oraz zabezpieczającego staw Browarny oraz Cybinę przed związkami ropopochodnymi. Pomiędzy 2002 a 2006 na cieku prowadzono prace ziemne i umocnieniowe.

## Przyroda
Pasy roślinności nadbrzeżnej cieku mają charakter częściowo naturalny.